# Giorgio Valussi
Giorgio Valussi (Triëst, 4 februari 1930 – aldaar, 24 december 1990) was hoogleraar geografie van de universiteiten van Udine (1970-1987) en Triëst (1977-1990), in de Italiaanse regio Friuli-Venezia Giulia.

## Levensloop
Valussi studeerde af in de letteren en wijsbegeerte in Triëst in 1954. Hij bekwaamde zich in de streekeconomie van Friuli-Venezia Giulia met haar eigen demografie, migratie en mobiliteit. Aanvankelijk was hij docent geografie aan hogescholen. Vanaf 1963 doceerde hij economische geografie aan de universiteit van Triëst. Dit leidde naar een benoeming tot hoogleraar in Udine in 1970 en in Triëst in 1977. Hij was directeur van het Geografisch Instituut van Udine.
Tevens was hij voorzitter van de Italiaanse vereniging voor docenten geografie van 1978 tot zijn dood in 1990. Valussi stimuleerde de didactiek van het aardrijkskundeonderwijs, onder meer als secretaris van het tijdschrift Geografia nelle scuole.

## Werken
Enkele publicaties:

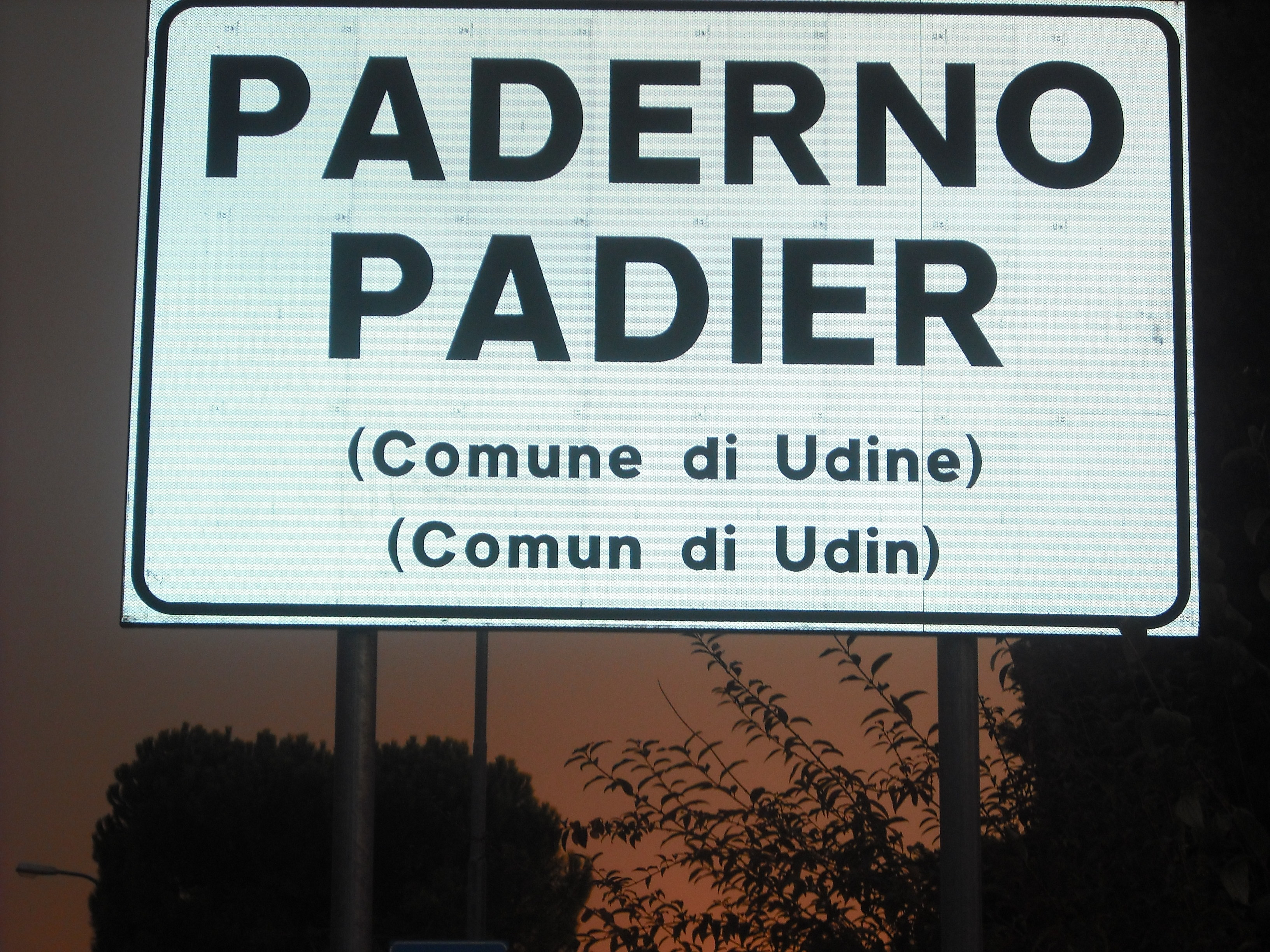
Tweetalig bord Italiaans-Sloveens, in Udine

- Friuli-Venezia Giulia (1961; 1971), een monografie over zijn regio in de reeks Le regioni d’Italia
- L’emigrazione in Valcellina (1961)
- La casa rurale nella conca di Tesino (1962)
- La casa rurale nella Sicilia occidentale (1968)
- Il confine nordorientale d’Italia (1972)
- Il movimento migratorio (1974)
- Gli Sloveni in Italia (1974)
- Atti del IV Incontro geografico Italo-Sloveno (1974), een gezamenlijke uitgifte van Italiaanse en Sloveense geografen in de aanloop naar de Verdragen van Osimo (1975) afgesloten tussen Italië en Joegoslavië.
- L’utilità della geografia (1977)
- Minoranza a confronto (1978), een studie over de Sloveense minderheid in zijn regio
- La collaborazione economica del Friuli-Venezia Giulia con l’Austria e le prospettive di sviluppo (1982), een werk over grensoverschrijdende economische samenwerking tussen zijn regio en de deelstaat Karinthië in Oostenrijk.
- La mobilità della popolazione friulana dopo gli eventi sismici del 1976 (1978), een demografische studie over migratie na de aardbeving van 1976 in zijn regio; deze studie liep samen met de universiteit van München in Beieren.
- Per una geografia del turismo in Italia (1986)